# Lalinovac
Lalinovac (en serbe cyrillique : Лалиновац) est un village de Serbie situé dans la municipalité de Lebane, district de Jablanica. Au recensement de 2011, il comptait 155 habitants.

## Démographie
| 1948 | 1953 | 1961 | 1971 | 1981 | 1991 | 2002 | 2011 |
| ---- | ---- | ---- | ---- | ---- | ---- | ---- | ---- |
| 605  | 684  | 635  | 543  | 410  | 359  | 250  | 155  |

|  |